# Socket 479
Socket 479 je patice procesoru pro Intel Pentium M, mobilní procesor, který se běžně používá v noteboocích. Používá jiné uspořádání pinů než socket 478 a tudíž není možné použít Pentium M v základní desce se socketem 478.
Do tohoto socketu je možné vložit procesory, které používají FSB na frekvenci 400 MHz nebo 533 MHz.

## Kompatibilní procesory
- Intel Pentium M (0,9—2,267 GHz)
- Intel Celeron M (0,8—1,733 GHz)
- VIA C7-M (1,5 a 1,8 GHz)
- Intel Core 2 Duo (0,8—2,33 GHz) T7600

## Základní desky používající tento socket
Základních desek používajících tento socket není mnoho a jsou mnohem dražší než základní desky pro jiné, běžně používané, sockety. Vzhledem k tomu, že použité procesory mají nízkou spotřebu elektrické energie, jsou vhodné v případech, kdy je vyžadována buď nízká hlučnost, nebo nízké náklady na elektřinu (např. kancelářská PC nebo málo zatěžované servery, které jsou ale neustále zapnuté). Vzhledem k tomu, že se z důvodu nízké hlučnosti používají v HTPC, mají často bohatou multimediální výbavu (např. možnost propojení s televizí nebo kvalitní zvukovou kartu).
Seznam některých základních desek:
- Asus N4L-VM DH – Intel 945GM

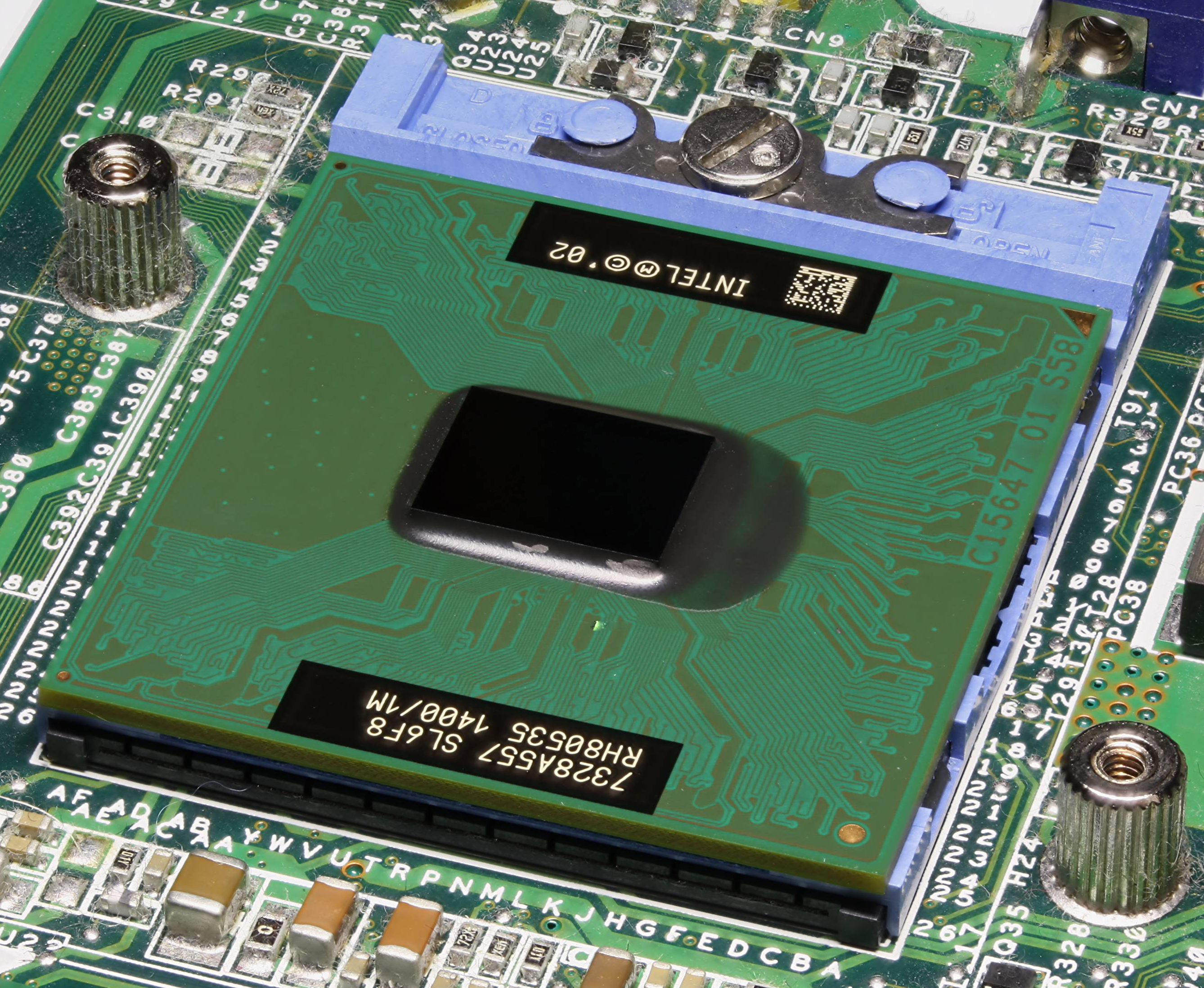
Intel Pentium M v Soketu

- MicroStar 945GT Speedster-A4R – Intel 945GT

- DFI 915GM-MIGF – Intel 915GM
- DFI 852GME-MGF – Intel 852GME
- DFI 855GME-MGF – Intel 855GME